# دونا لی ونرستورم
دونا لی ونرستورم (به انگلیسی: Donna Lee Wennerstrom) (زادهٔ ۳۰ مارس ۱۹۶۰) شناگر اهل ایالات متحده آمریکا است.